# Colleville-Montgomery
Colleville-Montgomery és un municipi francès situat al departament de Calvados i a la regió de Normandia. L'any 2007 tenia 2.223 habitants.

## Demografia

### Població
El 2007 la població de fet de Colleville-Montgomery era de 2.223 persones. Hi havia 893 famílies de les quals 202 eren unipersonals (66 homes vivint sols i 136 dones vivint soles), 362 parelles sense fills, 292 parelles amb fills i 37 famílies monoparentals amb fills.
La població ha evolucionat segons el següent gràfic:
Habitants censats

### Habitatges
El 2007 hi havia 1.290 habitatges, 914 eren l'habitatge principal de la família, 294 eren segones residències i 82 estaven desocupats. 1.204 eren cases i 83 eren apartaments. Dels 914 habitatges principals, 748 estaven ocupats pels seus propietaris, 153 estaven llogats i ocupats pels llogaters i 12 estaven cedits a títol gratuït; 10 tenien una cambra, 42 en tenien dues, 146 en tenien tres, 177 en tenien quatre i 538 en tenien cinc o més. 733 habitatges disposaven pel capbaix d'una plaça de pàrquing. A 367 habitatges hi havia un automòbil i a 484 n'hi havia dos o més.

### Piràmide de població
La piràmide de població per edats i sexe el 2009 era:
| Homes | Edats   | Dones |
| ----- | ------- | ----- |
| 0     | 95 o +  | 0     |
| 0     | 90 a 94 | 4     |
| 0     | 85 a 89 | 12    |
| 4     | 80 a 84 | 20    |
| 44    | 75 a 79 | 24    |
| 40    | 70 a 74 | 44    |
| 32    | 65 a 69 | 44    |
| 60    | 60 a 64 | 44    |
| 52    | 55 a 59 | 32    |
| 100   | 50 a 54 | 88    |
| 96    | 45 a 49 | 112   |
| 68    | 40 a 44 | 80    |
| 84    | 35 a 39 | 68    |
| 44    | 30 a 34 | 48    |
| 44    | 25 a 29 | 40    |
| 60    | 20 a 24 | 32    |
| 80    | 15 a 19 | 96    |
| 80    | 10 a 14 | 64    |
| 56    | 5 a 9   | 48    |
| 56    | 0 a 4   | 40    |

## Economia
El 2007 la població en edat de treballar era de 1.413 persones, 1.017 eren actives i 396 eren inactives. De les 1.017 persones actives 936 estaven ocupades (484 homes i 452 dones) i 81 estaven aturades (44 homes i 37 dones). De les 396 persones inactives 196 estaven jubilades, 114 estaven estudiant i 86 estaven classificades com a «altres inactius».

### Ingressos
El 2009 a Colleville-Montgomery hi havia 893 unitats fiscals que integraven 2.218 persones, la mediana anual d'ingressos fiscals per persona era de 22.472 €.

### Activitats econòmiques
Dels 75 establiments que hi havia el 2007, 1 era d'una empresa extractiva, 1 d'una empresa alimentària, 1 d'una empresa de fabricació de material elèctric, 2 d'empreses de fabricació d'altres productes industrials, 10 d'empreses de construcció, 25 d'empreses de comerç i reparació d'automòbils, 7 d'empreses d'hostatgeria i restauració, 3 d'empreses financeres, 4 d'empreses immobiliàries, 8 d'empreses de serveis, 5 d'entitats de l'administració pública i 8 d'empreses classificades com a «altres activitats de serveis».
Dels 21 establiments de servei als particulars que hi havia el 2009, 4 eren tallers de reparació d'automòbils i de material agrícola, 1 guixaire pintor, 1 fusteria, 2 lampisteries, 2 electricistes, 3 perruqueries, 4 restaurants, 1 agència immobiliària, 2 tintoreries i 1 saló de bellesa.
Dels 8 establiments comercials que hi havia el 2009, 1 era un hipermercat, 1 un supermercat, 1 una botiga de més de 120 m², 1 una botiga de menys de 120 m², 1 una botiga de congelats, 1 una peixateria, 1 una botiga de mobles i 1 una joieria.
L'any 2000 a Colleville-Montgomery hi havia 7 explotacions agrícoles que ocupaven un total de 204 hectàrees.

## Equipaments sanitaris i escolars
L'únic equipament sanitari que hi havia el 2009 era una farmàcia.
El 2009 hi havia 1 escola maternal i 1 escola elemental.

## Poblacions més properes
El següent diagrama mostra les poblacions més properes.